# Komsomolsk na Amuru
Komsomolsk na Amuru (rusko: Комсомольск-на-Амуре, latinizirano: Komsomolsk-na-Amure, IPA: [kəmsɐˈmolʲsk nɐɐˈmurʲə]) je mesto v Habarovskem okraju v Rusiji, ki leži na zahodnem bregu Amurja na ruskem Daljnem vzhodu. Leži ob Bajkalsko-amurski magistrali, 356 km severovzhodno od Habarovska. Leta 2021 je imel 238.505 prebivalcev.
V mestu deluje Ladjedelnica Amur s 15.000 zaposlenimi.

## Zgodovina
Mesto bodočega Komsomolska na Amurju so v 13. stoletju zasedli Mongoli in je postalo del dinastije Juan. Pozneje jo je nadomestila dinastija Čing, dokler ni to območje prešlo pod Ruski imperij z Aigunsko pogodbo leta 1858. Vas Permskoje (Пе́рмское) je ustanovila skupina migrantskih kmetov iz območja današnjega Permskega okraja.
Vlada RSFSR je leta 1931 razglasila načrte za gradnjo ladjedelnice na Amurju na mestu današnjega Komsomolska. Gradnja se je začela leta 1932. Mesto so gradili večinoma člani Komsomola, zato je prejelo ime Komsomolsk. Pri gradnji so sodelovali tudi člani gulagov s tega območja. Dodatek na Amuru je bil dodan, da se je naselje ločilo od ostalih z istim imenom. Leta 1933 Komsomolsk prejme status mesta.
Konec 40. let 20. stoletja je bila ladjedelnica skupaj z obrati za drugo težko industrijo končana. Mesto se je razvilo v regionalni center za industrije, kot je proizvodnja letal, metalurgija, strojegradnja, rafiniranje nafte in ladjedelništvo. Danes je Komsomolsk na Amuru glavni center za gradnjo Suhojevih vojaških letal in potniškega reaktivca Suhoj Superjet. MiG-15bis  in Lisunov Li-2 sta bila oba proizvajana v Komsomolsku na Amuru.